# Eugène Pébellier (homme politique, 1866-1952)
Pour les articles homonymes, voir Eugène Pébellier.
Eugène Pébellier est un homme politique français né le 15 janvier 1866 au Puy-en-Velay (Haute-Loire) et mort le 30 mars 1952 au Puy-en-Velay.

## Biographie
Commerçant, il se tient éloigné de la vie politique. En 1951, son fils Eugène-Gaston Pébellier étant inéligible pour avoir voté les pleins pouvoirs au maréchal Pétain en 1940, il se présente à sa place aux législatives, promettant de lui laisser le siège dès qu'une loi d'amnistie serait votée. Il préside la première séance de la législature, en 1951, comme doyen d'âge. Il meurt avant qu'une loi d'amnistie ne soit votée (elle le sera en 1953) et c'est son autre fils, Jean Pébellier, qui le remplace.

## Sources
- Jean Jolly (dir.), Dictionnaire des parlementaires français, Presses universitaires de France